# Achromobacter piechaudii
Achromobacter pieachaudii es una especie de bacteria gramnegativa del género Achromobacter. Fue descrita en el año 1998. Su etimología hace referencia al bacteriólogo M. Piechaud del Instituto Pasteur. Conocida anteriormente como Alcaligenes piechaudii, que fue descrita en el 1986. Es aerobia y móvil por flagelación perítrica. Tiene un tamaño de 0,5-1 μm de ancho por 1-1,5 μm de largo. Crece de forma individual. Temperatura óptima de crecimiento de 28-30 °C. Catalasa y oxidasa positivas. Forma colonias circulares, lisas y no pigmentadas tras 24 horas de incubación. Tiene un genoma de unos 6-6,8 Mpb y contenido de G+C de 64-65%. Se ha aislado de muestras humanas de la nasofaringe, heridas, sangre y oído, aunque causa infecciones en muy raras ocasiones. Algunos de los casos que ha habido, se han tratado con levofloxacino. También se ha aislado de suelos. 